# Pierre de Salabert

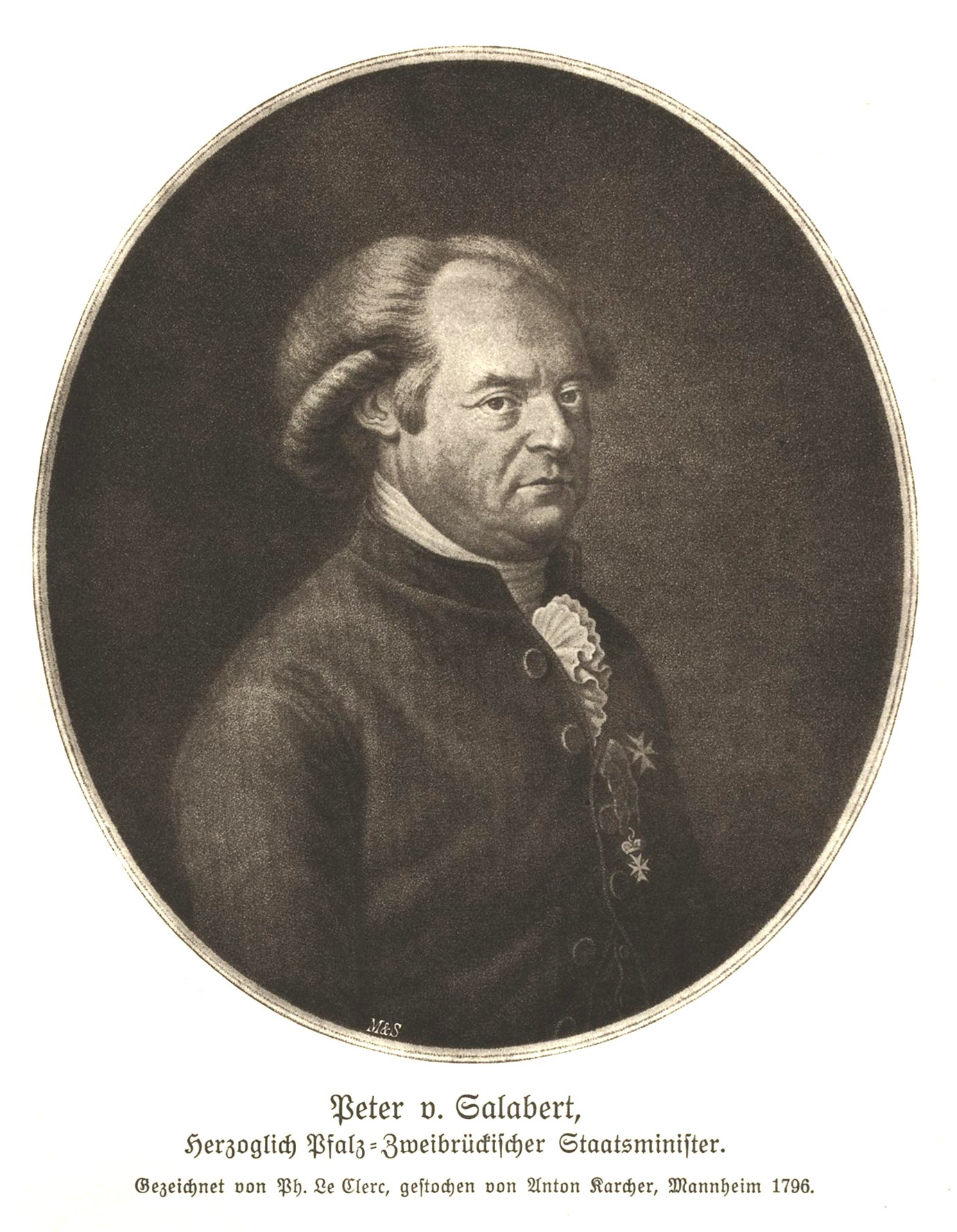
Pierre de Salabert, Stich von 1796

Pierre de Salabert (* 1734 in Albi oder * um 1735 in Albi oder * 1736 in Fréjairolles; † 21. Februar 1807 in München) war Staatsminister im Herzogtum Pfalz-Zweibrücken und im Kurfürstentum Bayern.

## Leben
Salabert soll in Metz zum Priester geweiht worden sein und ein Zögling von Jean-François Marmontel sein. Als geistlicher Berater wurde er aus Paris an den Hof Herzog Christians IV. von Pfalz-Zweibrücken berufen. Er fungierte ab 1761 als Erzieher des Prinzen Carl August und ab 1762 auch seines Bruders Max Joseph, des späteren bayerischen Königs. Fürstlicher Protektion verdankte er seine Erhebung in den Adelsstand und seine Ernennung 1770 zum Kommendatarabt der Benediktinerabtei St. Mauritius in Tholey. Nach dem Tod Christians IV. 1775 übersiedelte er an den Hof der Gräfin Marianne von der Leyen auf Schloss Blieskastel, später zog er in ein großzügiges Palais nahe der Stadt Homburg, das ihm sein ehemaliger Schüler Carl August geschenkt hatte. Nach der Revolution in Frankreich beherbergte er dort hochrangige Flüchtlinge aus Paris.
Seit 1793 diente der Abbé als Herzoglich Pfalzzweibrückischer Staatsminister. Ihm wurde vorgeworfen, Mannheim leichtfertig den französischen Revolutionstruppen ausgeliefert zu haben. Er erlebte 1794 die Belagerung und Bombardierung Mannheims durch kaiserliche Truppen. Commandeur de Salabert wurde am 17. September 1795 nach München abgesandt. Am 23. November 1795, dem Tag nach der Räumung der Stadt von den französischen Truppen, wurde er durch den Adjutanten des k.k. Feldmarschalls verhaftet und bis 1797 gefangen gehalten. In einer diplomatischen Note vom Februar 1796 setzte sich sein ehemaliger Schüler Max Joseph bei der Reichsversammlung zu Regensburg für seine Freilassung ein.
Ab 1799 lebte Salabert in München, wo er sich 1804 von dem Architekten Karl von Fischer ein Palais, das heutige Prinz-Carl-Palais, in der Nähe der Hofgartengalerie am Finanzgarten errichten ließ. Am 1. Januar 1806 unterzeichnete er als königlicher Staatsminister das Protokoll der offiziellen Zeremonie, mit der die Erhebung Bayerns zum Königreich erstmals öffentlich bekannt gemacht wurde.

## Ehrungen
Nach Salabert benannt ist die Pflanzengattung Salabertia Neck. aus der Familie der Sumachgewächse (Anacardiaceae).